# Ковиљка (књижевни лик)
Једна од најљепших народних балада у српској народној књижевности је Јетрвица, адамско колено. Ова пјесма пјева о племенитости и доброти. Дат је сликовит приказ породичне традиције и морала. Издвајањем појма адамско колено и повезивањем са јетрвом Ковиљком првенствено се говори о племенитости. Ова народна пјесма говори о несебичној Ковиљки којој јетрва пред смрт предаје свог нејаког сина Мирка. Она је моли да кад свом сину Маринку даје хљеба, да њеном сину да корицу, кад њеном Маринку спрема кошуљицу да њеном Мирку закрпи траљицу, а кад њеног Маринка понесе у цркву, њеног Мирка у цркву да поведе. Након сваке поруке Винка додаје " Нек се знаде да је сиротица, да мој Мирко своје мајке нема. " Она је моли да одгаја Мирка само да јој не буде тешко и да одраста уз Маринка као сироче.
Након смрти јетрве, Ковиљка се брине о њеном сину боље и брижније него о свом сину, јер зна како је када си сироче. Захваљујући њеном милостивом срцу она одгаја Мирка са већом посвећеношћу и увијек му даје предност у односу на свог сина. Она даје хљеба прије Мирку него свом Маринку, кошуљицу кроји Мирку прије него свом Маринку, а када изађе међу људе Мирка стави у крило, а Маринка до себе на земљу. Дирнути њеним гестовима, људи благосиљају стрину Ковиљку због њеног опхођења према Мирку.
Ковиљка шаље сина и дјеверчића у рат који је трајао девет година. У рату јој гине син Маринко. Након завршетка рата Мирко се премишља да ли да иде у бијели свијет или да се врати својој милој стрини која га је одгојила. Мирко се враћа стрини да јој замјени изгубљено дијете. Када је Ковиљка сазнала да јој је дијете погинуло, измирена са стварношћу, прихвати Мирка и приви га у загрљај уз ријечи " Чедо Мирко, оди ближе стрини, ја не имам да загрлим сина, а ти немаш да те загрли мајка оди, Мирко, да те загрли стрина!"